# Vall de Poià
La vall de Poià, també anomenada de Betlem o de Sant Jeroni de la Murtra, és una vall del municipi de Badalona, situada a la part septentrional del terme municipal, emmarcada pel parc natural de la serralada de Marina. És una zona d'un valor ecològic remarcable, a més d'històric, atès que està presidida per l'antic monestir de Sant Jeroni de la Murtra, fundat el 1416. La vall recull les aigües la riera de Sant Jeroni, que, avui canalitzada, desemboca a la mar per l'avinguda de Sant Ignasi de Loiola.
La zona havia estat fins als anys 60 i 70 del segle xx una zona d'explotació agrícola. N'és un exemple la masia de ca l'Alemany, construïda sobre una antiga vil·la romana, fet que demostra l'antiguitat de l'ús del sol per a l'agricultura des d'antic. Amb tot, de la masia actualment només en resten ruïnes. A més, als segles XIX-XX es van construir diversos aqüeductes que van abastir d'aigua la zona agrícola i el nucli urbà de Badalona, i dels quals encara resta la seva estructura ben visible. Després la vall ha tingut un ús incert amb activitats que progressivament van anar degradant l'entorn natural. A principis dels anys 90 es va proposar la construcció d'un camp de golf i un complex residencial de luxe, però es va evitar gràcies a la pressió de la ciutadania i de grups ecologistes.
La part alta de la vall es troba dins del parc de la Serralada de Marina des de l'any 2001, gestionat per part de la Diputació de Barcelona. Al llarg dels anys s'han anat adequant els camins i senyalitzacions, com el 2013, quan es millora la ruta fins a l'aqüeducte del segle xix i actualitzant aquells rètols de l'Ajuntament de Badalona a la normativa de senyalística de la Xarxa de Parcs Naturals de la Diputació de Barcelona. Més recentment, s'ha recuperat el conreu de la vinya en una terrassa propera al monestir de Sant Jeroni de la mà de la Cooperativa de la Sargantana, entitat que recupera aquest conreu a Badalona després de la masia de can Coll de Canyet, i que s'enquadraria dintre de la DO Alella.